# 臺灣與印尼關係史
臺灣與印度尼西亞關係史是指台灣有信史以來至今與印尼雙方在歷史上不同階段的關係。兩者曾於近現代兩度由相同國家在自己的土地上建立統治機關：荷蘭帝國（1624－62）與大日本帝國（1942－45）。随着1949年中华民国政府迁往台湾后，实际上與其国家外交关系重疊。

## 遺傳學研究

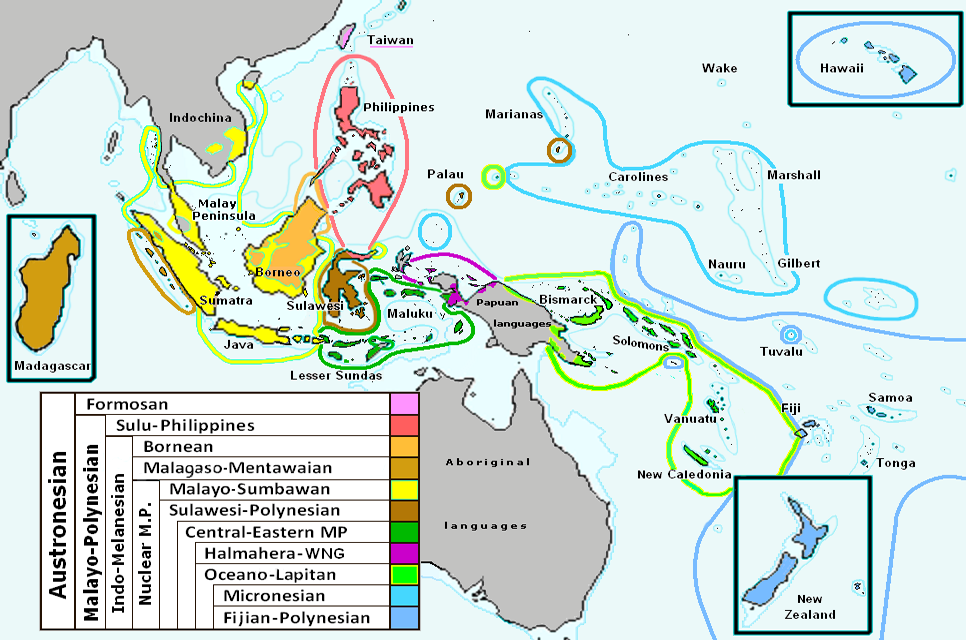
臺灣被視為廣泛分布的南島語族和南島語系的主要源頭之一。

血液學者林媽利的研究指臺灣原住民的祖先是在1.5萬年前冰河時期結束之前，從東南亞島嶼（菲律賓、印尼）等地遷徙至臺灣，90%以上的臺灣閩南人與臺灣客家人族群有古代百越族血統，越族（分布於中國東南沿海及今越南北部）不是純北方漢人的後代，反倒與東南亞較相近。所以臺灣人在遺傳上有著東亞大陸、中南半島、原住民以及東南亞島嶼等地區來源。
另一方面，台灣與印尼東部都是波里尼西亞人可能的起源地，一份跨國遺傳學研究在大洋洲發現早於6,000年前的mtDNA證據，顯示波里尼西亞從台灣或印尼向外散布的時間，應早於過去所推測的3,000到4,000年前。2010年所發表的一項針對菲律賓的研究，則一方面支持從台灣向外散播的理論，一方面也發現菲律賓的mtDNA證據有一小部分是源於印尼與新幾內亞。

## 臺灣荷治時期

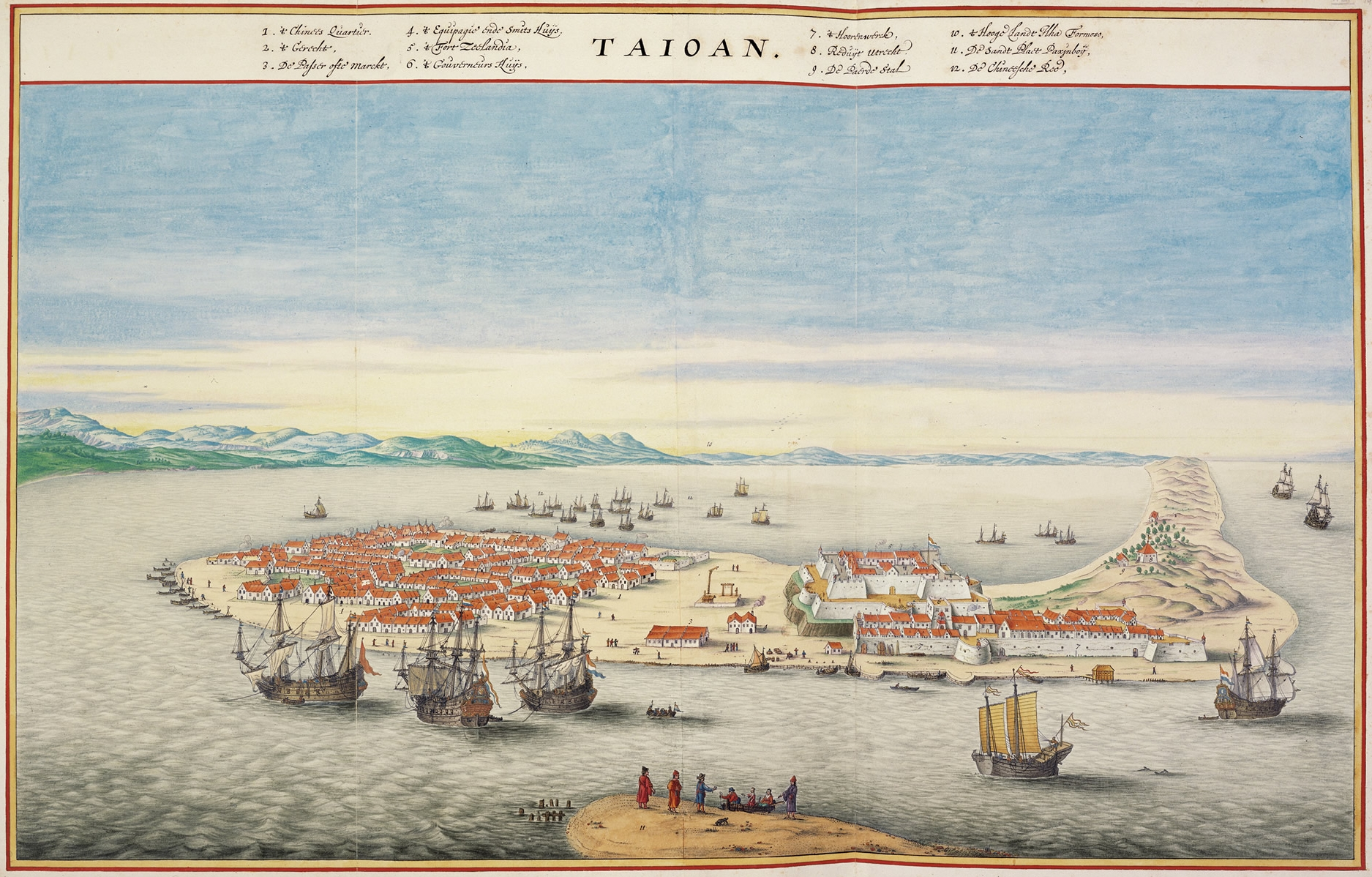
荷蘭人所繪福爾摩沙大員熱蘭遮城。

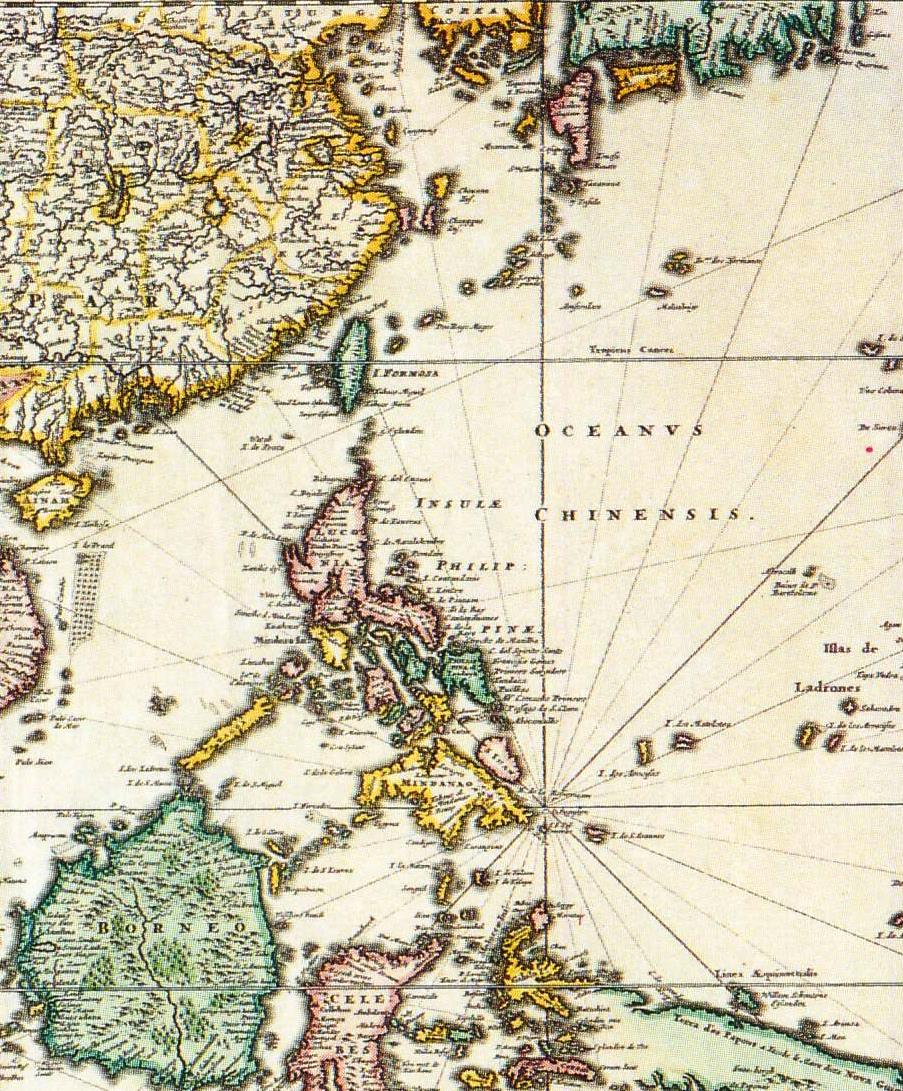
荷蘭人於1680年所繪福爾摩沙與東南亞。

臺灣與印尼的歷史關係自1624年荷蘭東印度公司開始在臺建立殖民地起，當時荷蘭在臺殖民地的最高行政機構熱蘭遮城就是直隸於位於東印度群島巴達維亞（現雅加達）的荷蘭東印度公司亞洲總部。巴達維亞城的總督得定期將該公司的營運情形，向在荷蘭阿姆斯特丹的母公司彙報，同時也將逐日記載的「日誌」送回母公司，而有《巴達維亞城日誌》。1629年以前，福爾摩沙分公司只將營運情形定期向巴達維亞城報告，因此在臺的情形，也會摘要出現在《巴達維亞城日誌》中，1629年起，熱蘭遮城也開始有日誌。荷蘭國立總檔案館編成的《熱蘭遮城日誌》是總集了日誌、臺灣分公司提送的報告、《巴達維亞城日誌》有關臺灣公司之摘要、議會決議錄、長官寄去巴達維亞城的書信等彙編而成。荷蘭治臺時期的第一任總督馬丁努斯·宋克、第四任總督漢斯·普特曼斯與最後一任總督揆一等均隨荷蘭東印度公司商船至爪哇島工作，而後出任荷蘭東印度公司台灣總督。普羅民遮城等建築之磚材亦來自印尼爪哇島。
一批典藏於雅加達「印尼國家檔案館」的臺灣史料在2002年被荷蘭的檔案員發現，這三卷以古荷蘭文書寫的檔案（共673頁）包括書信、決議錄兩類，有教會機構「大員小會」的決議錄，有與荷蘭、印尼巴達維亞、駐虎尾壟及雞籠地區牧師的往來書信，有臺灣西部平原三大語區─新港語區、虎尾壟語區、放索語區的教會檔案，有各部落母語教學、外語教學的調查報告，有選派原住民到荷蘭讀書的提議等鮮活的歷史和失落記憶。這批典藏史料隨著荷蘭結束台灣統治被帶回了當年荷蘭東印度公司設在印尼的總部存放，部分甚至因空間不足被銷毀，行政院原住民族委員會因而舉辦「歷史機遇─17世紀荷蘭東印度公司巴達維亞檔案重現臺灣」特展。
臺灣與印尼間的貿易因屬同宗主國是非常盛行，當時雙方主要貿易物資以砂糖、鹿皮、鹿肉、鹿茸、籐、白米、香料、胡椒、琥珀、麻布、棉花、鴉片、錫、鉛、蠶絲、絲綢、陶瓷、黃金、銀兩、人參等。
荷蘭人來臺之初就從爪哇大量引進與民生相關的食用或觀賞植物（含原產印尼與自歐美等地先引入印尼者），如番荔枝（釋迦）、蓮霧、芒果、番石榴、豌豆、甘藍、懷香、櫻桃番茄（小果番茄）、含羞草、仙人掌、雞蛋花、綠珊瑚等。此外，虱目魚（日本人中野民考證Sabahe為荷蘭語發音）養殖技術，也被認為最早係由荷蘭人自印尼引入臺灣。

## 臺灣日治時期

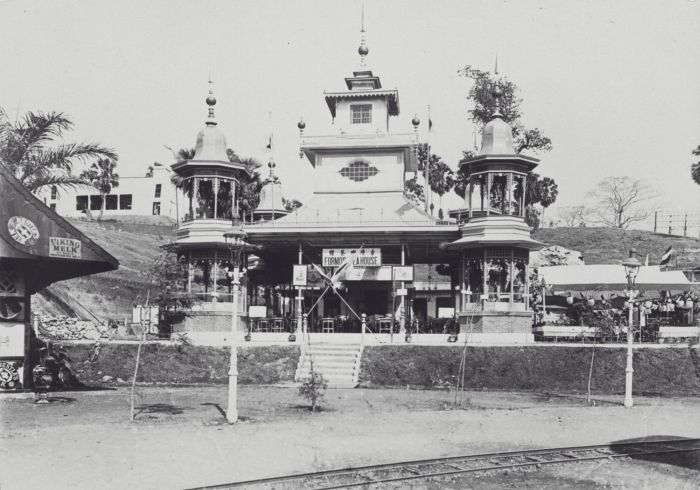
爪哇島北岸三寶壟殖民博覽會的福爾摩沙茶館（1914）。

由臺灣總督府與日臺民間共同出資設立的臺灣拓殖株式會社曾於爪哇設有據點。此外，在總督府主導下，板橋林本源家族與印尼爪哇的台僑郭春秧等於1919年合資成立台灣第一家民營銀行「株式會社華南銀行」，在新加坡、三寶瓏、廣東、仰光、西貢、海防、東京等東南亞各主要城市設有分行。
1913年時，日本人岩元清從爪哇移植了一批香茅草到臺灣，在苗栗松本農場大量種植成功，開啟臺灣香茅草栽植事業。臺灣的香茅油產量逐年增加，並於荷蘭人撤出印尼後取印尼而代之成為出產香茅油的王國，曾獨佔世界市場。
據1935年臺灣總督府的資料，當時臺灣籍民在南洋者以荷領印度支那最多，占628人。

### 貿易
台灣對荷屬東印度（蘭領印度）的貿易輸入品價額在1900年時有25,394圓，在1920年達到10,356,531圓；1935年時則有1,769,000圓。輸出方面，1920年有2,891,086圓，1935年時有1,233,509圓。

### 苗栗事件

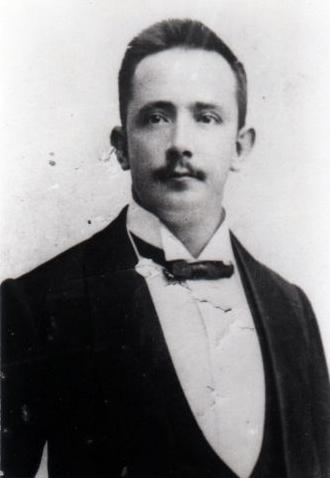
羅福星

1913年臺灣日治時期，來自荷屬東印度爪哇的印尼華僑羅福星因策畫苗栗事件反抗日本殖民政府，在臺北廳淡水支廳被捕，於1914年3月3日於臺北刑務所以絞刑處決。

### 第二次世界大戰
1940年5月10日，荷蘭本土遭德軍攻擊後，日方進一步要求荷方開放荷屬印尼對日本企業的限制。5月16日，荷蘭本土淪陷後。日本駐巴達維亞領事在向荷印經濟局長Van Mook表示哀弔外，更進一步向荷印當局提出「勒索」資源的要求，即石油、橡膠、錫、廢鐵等十三項輸出日本的最低數量。
太平洋戰爭爆發期間，亦有臺籍日本兵隨軍進入荷屬印尼。如作家陳千武即曾以臺灣特別志願兵身分派往爪哇島，於昭和十八年（1943年）10月29日登陸爪哇島雅加達、10月30日到溫魯斯島、12月15日參與帝汶、老天海上戰鬥、12月17日登陸帝汶島老天、編入臺灣步兵第二聯隊第三機關槍中隊參加濠北地區防衛作戰，1945年日本投降後，受英軍指揮參加印度尼西亞獨立軍作戰，後服務於台灣同鄉會萬隆支部、台灣同鄉會雅加達總部，1946年7月返臺。

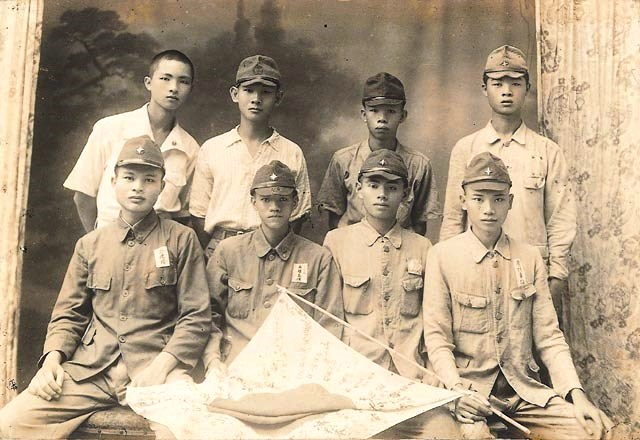
臺籍日本兵

第二次世界大戰太平洋戰爭時期，大日本帝國為迅速取得南洋地區的統治權，因而加速對東南亞的攻擊，為此日本在臺灣開始徵招軍人、軍伕以及高砂義勇隊。這些被徵召來的臺灣兵被分發到東南亞各地，其中也包括印尼的爪哇、蘇門答臘、婆羅洲、新幾內亞、帝汶島等處。1974年，印尼摩鹿加群島摩羅泰島居民通報當地警方於叢林中發現「野人」，經過搜查後發現，居民口中的「野人」是臺灣原住民阿美族的臺籍日本兵史尼育唔（漢名：李光輝）。

## 臺灣人與印度尼西亞獨立戰爭

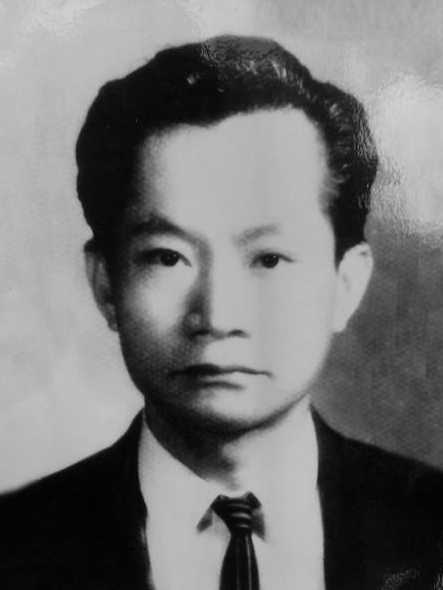
外交官陳智雄

自東京外語大學荷蘭語科畢業後任職於日本外務省的臺灣人陳智雄因精通六種語言而被派至印尼，戰後對殖民地人民爭取民族解放的獨立運動頗為同情，乃藉荷蘭籍夫人為掩護，暗中提供日軍遺留下來的大批武器，援助印尼的獨立革命軍，因而被荷蘭軍政府逮捕並囚禁達一年之久。印尼獨立後，首任總統蘇卡諾有感於陳智雄的冒死義援，遂待他如國賓，並授以榮譽國民的最高榮譽。決定獻身於台灣獨立運動的陳智雄接受設於日本之「台灣共和國臨時政府」大統領廖文毅的委任，擔任其駐東南亞巡迴大使一年。透過陳智雄的良好關係及人脈，廖文毅曾於1955年應邀參加了在印尼舉行的「萬隆會議」，使他的國際聲望達到了最高點。陳智雄後於臺灣白色恐怖時期的1963年遭中國國民黨政府殺害，他居住於印尼的女兒陳雅芳（Vonny Chen）多次來臺祭悼。
出生臺南的臺籍日本兵李柏青（日本名宮原永治、印尼名烏瑪爾·哈托諾（Umar Hartono））在二次世界大戰結束後並沒有向同盟國軍投降，認同日本政府所提「亞洲殖民地解放」理想的他和九百多名日軍選擇加入印尼游擊隊，向荷蘭的殖民政府宣戰，同袍中有半數為印尼的獨立戰爭犧牲。為感謝日籍游擊隊員的貢獻，印尼政府於2005年8月17日邀哈托諾以建國英雄的身份獲邀出席印尼建國六十週年慶典。2009年，做為當地殘留日本兵所組成的福祉之友會（福祉友の会）顧問，哈托諾再因為促進日本與印尼關係，以及增進印尼日裔福祉，獲日本政府頒發旭日單光章。